# Pallacanestro Treviso 2001-2002
Questa voce raccoglie le informazioni riguardanti la Pallacanestro Treviso nelle competizioni ufficiali della stagione 2001-2002.

## Stagione
La stagione 2001-2002 della Pallacanestro Treviso sponsorizzata Benetton, è la 18ª nel massimo campionato italiano di pallacanestro, la Serie A.
All'inizio della nuova stagione la Lega Basket decise che le società italiane potevano tesserare fino a sette giocatori stranieri, con anche la caduta della distinzione tra giocatori comunitari ed extracomunitari.

## Roster
Aggiornato al 14 dicembre 2021.
| Benetton Treviso 2001-2002 | Benetton Treviso 2001-2002 |
| Giocatori                  | Staff tecnico              |
| -------------------------- | -------------------------- |

| N. | Naz.                                        | Ruolo | Nome                   | Anno | Alt.   | Peso   |  |
| -- | ------------------------------------------- | ----- | ---------------------- | ---- | ------ | ------ |  |
| 4  | Argentina (bandiera) · Spagna (bandiera)    | AG    | Marcelo Nicola         | 1971 | 207 cm | 102 kg |  |
| 5  | Stati Uniti (bandiera)                      | P     | Tyus Edney             | 1973 | 178 cm | 78 kg  |  |
| 6  | Germania (bandiera) · Croazia (bandiera)    | GA    | Mario Stojić           | 1980 | 198 cm | 95 kg  |  |
| 7  | Italia (bandiera)                           | A     | Riccardo Pittis (C)    | 1968 | 203 cm | 98 kg  |  |
| 8  | Italia (bandiera)                           | C     | Denis Marconato        | 1975 | 211 cm | 115 kg |  |
| 9  | Italia (bandiera)                           | P     | Massimo Bulleri        | 1977 | 188 cm | 83 kg  |  |
| 10 | Russia (bandiera)                           | G     | Sergej Čikalkin        | 1975 | 196 cm | 95 kg  |  |
| 11 | Stati Uniti (bandiera) · Irlanda (bandiera) | C     | Alan Tomidy            | 1974 | 206 cm | 120 kg |  |
| 12 | Slovenia (bandiera)                         | A     | Boštjan Nachbar        | 1980 | 205 cm | 100 kg |  |
| 13 | Italia (bandiera)                           | C     | Francesco Basei        | 1983 | 203 cm | 100 kg |  |
| 14 | Stati Uniti (bandiera)                      | G     | Charlie Bell           | 1979 | 191 cm | 91 kg  |  |
| 15 | Spagna (bandiera)                           | AG    | Jorge Garbajosa        | 1977 | 206 cm | 111 kg |  |
| 20 | Georgia (bandiera)                          | AC    | Nik'oloz Tskit'ishvili | 1983 | 213 cm | 111 kg |  |
| -  | Italia (bandiera)                           | AG    | Giacomo Sereni         | 1984 | 196 cm | 93 kg  |  |
| -  | Italia (bandiera)                           | PG    | Roberto Vendramin      | 1983 |        |        |  |

| Allenatore                                                             |
| - / Mike D'Antoni                                                      |
| Assistente/i                                                           |
| - Renato Pasquali Legenda - (C) Capitano - (IN) Inattivo - Infortunato |

## Mercato

### Sessione estiva
| Acquisti | Acquisti        | Acquisti         | Acquisti   | Acquisti |
| R.       | Nome            | da               | Modalità   |          |
| -------- | --------------- | ---------------- | ---------- | -------- |
| G        | Sergej Čikalkin | Ural Great Perm' | definitivo |          |
| GA       | Mario Stojić    | Zara             | definitivo |          |
| P        | Tyus Edney      | Indiana Pacers   | definitivo |          |

| Cessioni | Cessioni       | Cessioni            | Cessioni       | Cessioni |
| R.       | Nome           | a                   | Modalità       |          |
| -------- | -------------- | ------------------- | -------------- | -------- |
| P        | Petar Naumoski | Free agent          | fine contratto |          |
| C        | Andrés Guibert | Indios Mayagüez     | fine contratto |          |
| PG       | Ismael Santos  | Dafni               | fine contratto |          |
| G        | Marcus Brown   | Efes Pilsen         | fine contratto |          |
| PG       | Luca Sottana   | Pr. Castel Maggiore | prestito       |          |

### Dopo l'inizio della stagione
| Acquisti | Acquisti               | Acquisti            | Acquisti     | Acquisti      |
| R.       | Nome                   | da                  | Data         | Modalità      |
| -------- | ---------------------- | ------------------- | ------------ | ------------- |
| AC       | Nik'oloz Tskit'ishvili | Slovan Lubiana      | gennaio 2002 | definitivo    |
| PG       | Luca Sottana           | Pr. Castel Maggiore | 2002         | fine prestito |
| G        | Charlie Bell           | Free agent          | aprile 2002  | definitivo    |

| Cessioni | Cessioni     | Cessioni          | Cessioni     | Cessioni    |
| R.       | Nome         | a                 | Data         | Modalità    |
| -------- | ------------ | ----------------- | ------------ | ----------- |
| C        | Alan Tomidy  | Viola R. Calabria | gennaio 2002 | rescissione |
| PG       | Luca Sottana | Aurora Jesi       | 2002         | prestito    |